# Agatodèmon
Agatodèmon o Eudèmon (en grec: ἀγαθὸς δαίμων, Agatodèmon, en llatí: Agathodæmon) representa, en la mitologia grega, un daimon benèfic (o eudaimon) que acompanya durant tota la vida les persones i es manifesta quan cal. Com a esperit acompanyant personal, és similar a la del genius romà, i garanteix bona sort, salut i saviesa.
Agatodèmon era el cònjuge o company de Tique (en grec: Τύχη Ἀγαθή, bona fortuna).
Posteriorment, Agatodèmon va ser adaptat com un dimoni de fortuna en general, sobretot de l'abundància continuada del bon menjar i de la beguda d'una família. El cristianisme el va assimilar com una mena d'àngel de la guarda.

## En mitologia grega
En la mitologia grega, era el «bon o noble esperit» dels camps de cereals i dels vinyers. També es va considerar com a esperit protector de l'estat i dels individus. Segons la llegenda, Sòcrates tenia un daimon semblant que sempre li acompanyava.
Tot i que es va observar poc en la mitologia grega (Pausànies va conjecturar que el nom era un epítet de Zeus), era prominent en la religió popular grega i s'acostumava a beure o vessar unes gotes de vi pur en el seu honor en cada banquet simpòsium o formal.
En el llibre de La Pau d'Aristòfanes, quan la Guerra va atrapar la Pau (en grec: Εἰρήνη, Eirene) en un pou profund, Hermes la va ajudar: «Ara, oh grecs, és el moment en què, alliberats de baralles i de combats, hem de rescatar la dolça Eirene i ajudar-la a sortir d'aquest pou... Aquest és el moment per a drenar una copa en honor d'Agatodèmon».
En les obres d'art, es representa en forma de serp o d'un home jove amb una cornucòpia que porta un bol en una mà, i una rosella i espigues de blat en l'altra. Hi ha un temple dedicat a ell a la carretera de Megalòpolis a Menalos, a Arcàdia.
En l'atmosfera sincrètica de l'antiguitat tardana, Agatodèmon estava lligat als amulets egipcis de la seguretat i de la bona fortuna: una joia tallada amb emblemes màgics porta les imatges de Serapis amb un cocodril, un lleó amb forma de Sol i una mòmia d'Osiris envoltat per la serp amb cap de lleó Cnum-Agatodèmon-Aion, amb Harpòcrates al darrere.

## En mitologia egípcia
La mitologia egípcia el va associar amb el déu Shu (déu de l'aire).
Durant el període ptolemaic, Agatodeimon es va equiparar amb l'antic déu egipci del destí Sai, representat en la seva forma animal com una serp.
Manethó va escriure, en el Llibre de Sothis, que un mític déu anomenat Agatodemon va regnar en l'antic Egipte durant 56 anys i set mesos durant la primera dinastia divina d'Egipte com a tercer governant, després d'Hefest i d'Hèlios, i que el va succeir Cronos.